# Hyperolius nobrei
Espèce
Synonymes
- Rappia nobrei Ferreira, 1906

Hyperolius nobrei est une espèce d'amphibiens de la famille des Hyperoliidae.

## Répartition
Cette espèce est endémique d'Angola. Elle n'est connue que de la localité type, Cabiri.

## Publication originale
- Ferreira, 1906 : Reptis e amphibios de Angola de região ao norte do Quanza (Collecção Newton—1903). Jornal de Sciências, Mathemáticas, Physicas e Naturaes, Lisboa, sér. 2, vol. 7, p. 111–117.